# Crenadactylus horni
El gecko sin garras de las tierras altas centrales (Crenadactylus horni) es una especie de gecko del género Crenadactylus, perteneciente a la familia Diplodactylidae. Fue descrita científicamente por Lucas & Frost en 1895.

## Distribución
Se encuentra en Australia (Australia del Sur, Territorio del Norte).